# Love, Death & Robots
Love, Death & Robots (estilizado como LOVE DEATH + R⬮BOTS, e representado em forma de emoji como ❤️❌🤖), é uma série animação para adultos antologia streaming de televisão criada por Tim Miller e transmitida no Netflix. Produzido pelo Blur Studio, consiste em episódios independentes que contêm diferentes narrativas e animações e são produzidos por diferentes estúdios de animação de vários países, explorando diversos gêneros; particularmente comédia, horror, ficção científica e fantasia. Cada episódio está conectado aos temas dos assuntos titulares. No entanto, nem todos os episódios incluem todos os três tópicos. Miller atua como showrunner e produtor ao lado de Joshua Donen, David Fincher e Jennifer Miller; a maioria dos episódios são escritos por Philip Gelatt, principalmente adaptando obras escritas.
A série é uma releitura da longa reinicialização em desenvolvimento de Fincher e Miller do filme de animação de ficção científica Heavy Metal de 1981, que foi originalmente planejado para seguir o formato de longa-metragem do filme original, mas que poderia ser melhor adaptado para a nova geração. O projeto, no entanto, estava em um inferno de desenvolvimento por onze anos, até que a Netflix concordou em ser a distribuidora do projeto, mas em vez de um filme, seria lançado como uma série de televisão. A série estreou em 15 de março de 2019, com 18 episódios com menos de 20 minutos de duração. Em abril de 2020, antes da estreia da segunda temporada, a Netflix renovou a série para uma terceira temporada de oito episódios. A terceira temporada foi lançada em 20 de maio de 2022, com nove episódios, um dos quais foi uma sequência do curta da primeira temporada "Três Robôs". Em agosto de 2022, a série foi renovada para uma quarta temporada.
O programa foi aclamado pela crítica, com elogios ao estilo de animação, criatividade, diversas histórias e temas de cada episódio. O show ganhou vários prêmios do Primetime Creative Arts Emmy Awards.

## Premissa
A série animada consiste em episódios independentes, todos com menos de 22 minutos de duração, e produzidos por diferentes elencos e equipes, embora alguns episódios possam compartilhar certos membros da equipe. O título da série refere-se à conexão temática de cada episódio com os três assuntos mencionados, embora nem todos os episódios contenham todos os três elementos.

## Episódios
| Volume | Volume | Episódios | Episódios | Originalmente lançado |
| ------ | ------ | --------- | --------- | --------------------- |
|        | 1      | 18        | 18        | 15 de março de 2019   |
|        | 2      | 8         | 8         | 14 de maio de 2021    |
|        | 3      | 9         | 9         | 20 de maio de 2022    |

### Volume I (2019)
Os números dos episódios refletem a ordem original da Netflix. Desde então, essa ordem foi alterada pela Netflix.
| N.º na série | N.º na temp. | Título                      | Dirigido por                                              | Roteiro adaptado por | Baseado na história de | Estúdio(s) de animação(s) (localização do estúdio)      | Lançamento          | Duração    |
| --- | ------------ | --------------------------- | --------------------------------------------------------- | -------------------- | ---------------------- | ------------------------------------------------------- | ------------------- | ---------- |
| 1 | 1            | "Sonnie's Edge"             | Dave Wilson                                               | Philip Gelatt        | Peter F. Hamilton      | Blur Studio (United States)                             | 15 de março de 2019 | 17 minutos |
| Na Londres distópica, uma jovem chamada Sonnie participa de lutas clandestinas "Beastie" - batalhas de bestas de gladiadores controladas por bioengenharia. O ringmaster, Dicko, tenta subornar Sonnie para lançar a partida, mas ela recusa. Seus companheiros de equipe Wes e Ivrina explicam que Sonnie foi abusada sexualmente e mutilada no passado; seu desejo de vingança eventualmente se torna sua "vantagem". Sonnie entra na arena pilotando sua besta Khanivore, para lutar contra o adversário, Turboraptor. Depois de uma partida brutal, Khanivore vence. Mais tarde, a amante de Dicko visita Sonnie e a seduz, apenas para empalar a cabeça de Sonnie com uma arma escondida. Dicko então se revela e provoca Sonnie, perguntando se ela está com medo agora. A amante então pisa na cabeça de Sonnie, esmagando-a. No entanto, a risada de Sonnie é ouvida, revelando que seu corpo humano é apenas um 'processador bioware unido a uma espinha' e que sua consciência sempre esteve dentro de Khanivore, o medo da morte em combate sendo seu verdadeiro "limite". Sonnie como Khanivore sai de seu tanque de retenção e mata a amante, então se prepara para matar Dicko. A tela fica preta quando ela pergunta: "Você está com medo agora?" espelhando a pergunta de Dicko.Elenco: Helen Sadler, Hayley McLaughlin, Time Winters, Omid Abtahi, Christine Adams, Hakeem Kae-Kazim, Braden Lynch                           |              |                             |                                                           |                      |                        |                                                         |                     |            |
| 2 | 2            | "Three Robots"              | Victor Maldonado & Alfredo Torres                         | Philip Gelatt        | John Scalzi            | Blow Studio (Spain)                                     | 15 de março de 2019 | 12 minutos |
| Muito tempo depois da queda da humanidade, três robôs (K-VRC, XBOT 4000 e 11-45-G) vagam por uma cidade pós-apocalíptica, tentando entender como os humanos viviam com base em seu conhecimento limitado sobre eles e as coisas que deixaram. atrás. Eles aprendem o conceito de esportes humanos, consumo e, eventualmente, animais de estimação quando encontram um gato vivo, que passa a segui-los. Os três robôs aprendem sobre suas origens e depois chegam ao que parece ser uma base de mísseis nucleares. 11-45-G explica que os humanos morreram de desastres ambientais causados por suas próprias ações. K-VRC afirma que, a certa altura, os humanos modificaram geneticamente seus gatos, dando-lhes inteligência. O gato então prova isso mostrando que pode falar, exigindo ser acariciado, enquanto muitos outros gatos na base encurralam os três robôs. Elenco: Josh Brener, Gary Anthony Williams, Chris Parnell |              |                             |                                                           |                      |                        |                                                         |                     |            |
| 3 | 3            | "The Witness"               | Alberto Mielgo                                            | Alberto Mielgo       | N/A                    | Pinkman.TV (Spain)                                      | 15 de março de 2019 | 12 minutos |
| Um homem mata uma mulher em um apartamento em Hong Kong. Ele então percebe que uma mulher no hotel do outro lado da rua, idêntica à sua vítima, testemunhou o assassinato. Ele começa a persegui-la. A mulher foge para um clube de sexo onde trabalha como dançarina sob o pseudônimo de Zawora. O homem entra no clube, guiado pelo anfitrião. Durante sua dança, a mulher percebe o homem na platéia e ele a persegue pelas ruas da cidade. A mulher rouba uma arma e se esconde em um apartamento, mas o homem a encontra e a encurrala. Eles passam a brigar pela arma, com a mulher acabando atirando no homem. Ela então percebe que um homem no hotel do outro lado da rua, idêntico a sua vítima, testemunhou o assassinato, implicando assim um laço causal. Elenco: Emily O'Brien, Ben Sullivan, Matt Yang King, Nolan North, Anastasia Foster |              |                             |                                                           |                      |                        |                                                         |                     |            |
| 4 | 4            | "Suits"                     | Franck Balson                                             | Philip Gelatt        | Steven Lewis           | Blur Studio (United States)                             | 15 de março de 2019 | 17 minutos |
| Uma pequena comunidade de fazendeiros pilota trajes mecânicos para defender suas terras de um enxame invasor de insetos que eles chamam de "DeeBees". Quando o campo de defesa falha, os DeeBees chegam mais rápido do que podem ser repelidos, então a comunidade se dirige para abrigos subterrâneos. Todas as armas são convocadas e um vizinho, Jake, se sacrifica para matar uma grande parte do enxame. Um insetoide gigante irrompe, mas uma das esposas dos fazendeiros o destrói com um tiro certeiro de uma arma de torre. Ao amanhecer, as barreiras voltam ao normal e a cidade volta a ter uma sensação de segurança. A câmera se afasta para mostrar que os DeeBees povoam todo o planeta, e os fazendeiros são a força invasora, tendo estabelecido colônias abobadadas em todo o planeta. Elenco: Neil Kaplan, G. K. Bowes, Scott Whyte, Courtenay Taylor, Tudi Roche |              |                             |                                                           |                      |                        |                                                         |                     |            |
| 5 | 5            | "Sucker of Souls"           | Owen Sullivan                                             | Philip Gelatt        | Kirsten Cross          | Studio La Cachette (France)                             | 15 de março de 2019 | 13 minutos |
| Flynn, um mercenário, e o Dr. Wehunt, um arqueólogo, escapam por um túnel, fugindo de um assaltante desconhecido. Momentos antes, o estagiário do Dr. Wehunt, Simon, descobre uma caverna com inscrições que descrevem um "comedor de almas". De repente, um demônio devora Simon, então se transforma em uma forma maior e mais bestial. Flynn foge com o Dr. Wehunt e informa seus dois funcionários, Micky e Gary, sobre a situação pelo rádio. No caminho, eles se deparam com o demônio, que se revela ser o Drácula. Embora Drácula tente matar Flynn, ele para e recua ao ver um gato. Dr. Wehunt explica que Drácula teme e odeia gatos. Os dois se reencontram com Micky e Gary em uma câmara, mas eles são isolados da saída principal. Quando Drácula os segue, o Dr. Wehunt encontra outra saída por um túnel secreto enquanto os mercenários instalam explosivos. A equipe escapa e, quando Drácula entra novamente na câmara, ele é morto na explosão. No entanto, o túnel leva a equipe a outra câmara cheia de vampiros semelhantes.Elenco: Michael Benyaer, Fred Tatasciore, Laura Waddell, Jonathan Cahill, Scott Whyte |              |                             |                                                           |                      |                        |                                                         |                     |            |
| 6 | 6            | "When the Yogurt Took Over" | Victor Maldonado & Alfredo Torres                         | Janis Robertson      | John Scalzi            | Blow Studio (Spain)                                     | 15 de março de 2019 | 6 minutos  |
| Um grupo de cientistas transforma o iogurte fermentando bactérias. Embora os testes iniciais falhem, uma pesquisadora leva a bactéria mutante para casa para seu iogurte caseiro, onde ela se torna senciente. A iogurteira pede para se encontrar com líderes americanos, a quem afirma ter soluções para os problemas do país. Como pagamento, o iogurte pede o controle do estado de Ohio. Os líderes, incluindo o presidente, inicialmente riram da oferta, mas aceitaram depois que o iogurte ameaçou fazer um acordo semelhante com a China. Logo, o iogurte dá ao presidente um plano para erradicar a dívida nacional dos Estados Unidos, avisando-o de que qualquer desvio será catastrófico. O governo não pode deixar de se desviar e a economia global entra em colapso em 6 meses, exceto em Ohio. Em desespero, o governo dá ao iogurte o poder executivo supremo contra muita oposição. Uma década depois, os humanos vivem vidas prósperas sob o reinado do iogurte. O iogurte de repente decide iniciar lançamentos espaciais, deixando os humanos para trás na Terra. Elenco: Maurice LaMarche, Alexia Dox |              |                             |                                                           |                      |                        |                                                         |                     |            |
| 7 | 7            | "Beyond the Aquila Rift"    | Léon Bérelle, Dominique Boidin, Rémi Kozyra, Maxime Luère | Philip Gelatt        | Alastair Reynolds      | Unit Image (France)                                     | 15 de março de 2019 | 17 minutos |
| Os membros da tripulação da espaçonave Blue Goose, Thom, Suzy e Ray, estão voltando para casa de uma missão bem-sucedida, mas um erro no plano de roteamento faz com que eventos inesperados aconteçam. Thom acorda da animação suspensa e é saudado por Greta, uma antiga paixão. Ela diz a ele que ele e sua tripulação estão a centenas de milhares de anos-luz da Terra, quase além do Aquila Rift, e séculos se passaram: não há como eles voltarem para casa. Eles fazem sexo e reacendem seu relacionamento, mas Thom ainda não acredita na situação. Ele exige a verdade de uma chorosa Greta, que lhe diz que suas experiências são uma simulação e que ele não está pronto para ver a realidade, pois ela realmente se importa com ele e com todos aqueles que chegam lá. Ele insiste, então ela relutantemente cede e o acorda. Thom é revelado como um velho emaciado; sua nave presa em uma enorme teia com inúmeras outras; sua tripulação morta ou presa em seus próprios transes; e "Greta", uma criatura aracnídea alienígena. Enquanto Thom horrorizado perde a cabeça com o encontro, "Greta" o leva de volta ao mundo dos sonhos, sem suas memórias recentes, assim como ela fez com sua tripulação e os outros. Ela o desperta e o cumprimenta novamente, um processo que provavelmente se repete até que Thom finalmente morra.Elenco: Henry Douthwaite, Madeleine Knight, Rebecca Banatvala, Delroy Brown, Grahame Fox |              |                             |                                                           |                      |                        |                                                         |                     |            |
| 8 | 8            | "Good Hunting"              | Oliver Thomas                                             | Philip Gelatt        | Ken Liu                | Red Dog Culture House (South Korea)                     | 15 de março de 2019 | 17 minutos |
| Na China do início do século 20, o jovem Liang e seu pai rastreiam uma raposa que muda de forma, Huli jing, chamada Tsiao-Jung, até sua toca. Lá, Liang conhece a filha de Tsiao-Jung, Yan, que tenta explicar a situação do Huli jing. Tsiao-Jung exorta Yan a escapar, mas o pai de Liang mata Tsiao-Jung na frente deles. Sem o conhecimento de seu pai, Liang deixa Yan ir. Anos depois, o pai de Liang morre pouco antes da colonização britânica de Hong Kong. Liang se muda para Hong Kong, onde trabalha como engenheiro ferroviário, e uma noite encontra Yan, agora permanentemente humano porque a industrialização suplantou a magia. Liang desenvolve engenharia robótica, e Yan pede ajuda a ele. O governador de Hong Kong a drogou e a transformou em um brinquedo sexual ciborgue, mas ela acabou matando-o após uma briga. Liang constrói para ela um corpo de liga de metal flexível capaz de se transformar em um Huli jing robótico. Separando-se como amigos, Yan então caça ingleses que abusam de mulheres em sua terra natal. Elenco: Elaine Tan, Matt Yang King, Gwendoline Yeo, Maddox Henry, Sumalee Montano, JB Blanc |              |                             |                                                           |                      |                        |                                                         |                     |            |
| 9 | 9            | "The Dump"                  | Javier Recio Gracia                                       | Philip Gelatt        | Joe Lansdale           | Able & Baker (Spain)                                    | 15 de março de 2019 | 10 minutos |
| Um inspetor municipal tenta convencer o "feio" Dave Dvorchek a sair de sua casa em um lixão. No entanto, Dave se recusa a sair. Em vez disso, ele conta ao inspetor uma história sobre seu encontro anterior com Otto, uma criatura suja que se fundiu com qualquer material que consumiu no lixão. Otto matou o amigo de Dave, mas Dave se ligou a ele e o tornou seu animal de estimação. Enquanto o desinteressado inspetor tenta novamente fazer Dave assinar seus papéis de despejo, Otto chega e o come vivo, cortando uma de suas mãos no processo. Depois, Dave brinca de buscar com Otto usando a mão decepada do inspetor. Elenco: Nolan North, André Sogliuzzo, Gary Cole |              |                             |                                                           |                      |                        |                                                         |                     |            |
| 10 | 10           | "Shape-Shifters"            | Gabriele Pennacchioli                                     | Philip Gelatt        | Marko Kloos            | Blur Studio (United States)                             | 15 de março de 2019 | 16 minutos |
| Em um mundo onde os lobisomens são de conhecimento comum, mas discriminados, dois amigos lobisomens próximos, o tenente Decker e o sargento. Sobieski, servir nos fuzileiros navais dos EUA no Afeganistão. Eles são emboscados pelo Talibã milícia durante a escolta de um comboio. Os sentidos de Decker localizam os agressores, que são então neutralizados. Depois de retornar à base, Decker e Sobieski são antagonizados por alguns de seus camaradas. Mais tarde naquele dia, Sobieski é designado para um cargo na Torre de Vigia. Naquela noite, ele é atacado e Decker corre à frente do comboio de apoio para ajudar as tropas. Ao chegar, Decker encontra Sobieski e todos os outros soldados massacrados pelo que certamente é outro lobisomem. O comandante Reyner ordena que Decker encontre o lobisomem talibã e o traga vivo. Na noite seguinte, Decker foge do acampamento base para o deserto e encontra um velho e um jovem que ele encontrou anteriormente, os quais se transformam na forma de lobisomem. Depois de lutar e matar os dois, o ferido Decker retorna à base e termina seu serviço com desgosto. Ele recupera o corpo de Sobieski e o enterra no deserto com sua dog tag. Elenco: Graham Hamilton, Adam Bartley, Jim Pirri, James Horan, Ike Amadi |              |                             |                                                           |                      |                        |                                                         |                     |            |
| 11 | 11           | "Helping Hand"              | Jon Yeo                                                   | Philip Gelatt        | Claudine Griggs        | Axis Studios (Scotland)                                 | 15 de março de 2019 | 10 minutos |
| A astronauta Alexandria Stephens atende a um satélite defeituoso na órbita da Terra. Durante uma caminhada espacial, seu traje EVA de modelo antigo é atingido por um parafuso perdido de detritos orbitais, lançando-a irremediavelmente à deriva com apenas 14 minutos de oxigênio. Ela fecha o braço esquerdo de seu traje usando a pulseira do relógio e, em seguida, remove a luva esquerda, expondo o braço esquerdo ao vácuo do espaço. Jogar a luva a empurra de volta para o satélite, mas ela perde por pouco agarrá-la. Enquanto ela passa por seu velho veículo de manutenção The Anthem, ela decide quebrar seu antebraço esquerdo agora congelado e o joga na última tentativa de voltar para seu navio. De volta a bordo, ela realiza uma autotriagem de emergência e depois liga para Bill, seu controlador de solo, que pergunta com alívio se ela "ainda precisa de ajuda?"Elenco: Elly Condron, Chris Parson |              |                             |                                                           |                      |                        |                                                         |                     |            |
| 12 | 12           | "Fish Night"                | Damian Nenow                                              | Philip Gelatt        | Joe Lansdale           | Platige Image (Poland)                                  | 15 de março de 2019 | 10 minutos |
| Dois vendedores ficam presos no deserto depois que seu carro quebra devido a um radiador quebrado. Passando o resto do dia em volta do carro, o homem mais velho informa ao mais jovem que o deserto já foi um fundo do mar repleto de vida. À noite, eles acordam e encontram os fantasmas da vida marinha pré-histórica flutuando ao redor do carro. Maravilhado com a visão, o jovem se despe para nadar no ar, enquanto o velho o exorta a voltar. Conforme o jovem se torna um ser luminescente, um tubarão primordial aparece. Apesar dos apelos de perigo do velho, o jovem permanece inconsciente até que o tubarão fantasma o devore. Elenco: Kirk Thornton, Yuri Lowenthal |              |                             |                                                           |                      |                        |                                                         |                     |            |
| 13 | 13           | "Lucky 13"                  | Jerome Chen                                               | Philip Gelatt        | Marko Kloos            | Sony Pictures Imageworks (United States)                | 15 de março de 2019 | 13 minutos |
| Depois que duas tripulações no Dropship #13-02313 são perdidas, outros fuzileiros navais tornam-se supersticiosos e dão o infeliz navio ao novato tenente "Cutter" Colby. Cutter voa vinte missões sem baixas; sob sua responsabilidade, o navio é conhecido como "Lucky 13". Cutter, leal ao seu ofício, deixa de atualizar para modelos mais novos. Em sua última missão 13 é abatido, mas todos os seus ocupantes sobrevivem. As tropas evacuam enquanto Cutter ocupa os combatentes inimigos; quando oprimido, Cutter define 13 para se autodestruir para matar o máximo de tropas inimigas que puder. Depois de chegar à trincheira, Cutter observa enquanto o navio não detona até que as tropas inimigas assumam o controle, onde 13 os leva para baixo com ela. Cutter recebe inúmeras medalhas e um novo navio de ponta, mas ela anseia por mais uma missão com Lucky 13. Elenco: Samira Wiley, Daisuke Tsuji, Nestor Serrano, Stanton Lee, Noshir Dalal, Jeffrey Pierce, David Paladino, Jeff Schine, Melissa Sturm |              |                             |                                                           |                      |                        |                                                         |                     |            |
| 14 | 14           | "Zima Blue"                 | Robert Valley                                             | Philip Gelatt        | Alastair Reynolds      | Passion Animation Studios (England)                     | 15 de março de 2019 | 10 minutos |
| A jornalista Claire Markham é convidada a entrevistar o recluso artista Zima Blue, que deseja contar sua história antes de revelar seu trabalho final. Zima, que começou no retrato, passou para murais focados em formas abstratas em um único tom de azul. Ele continuou fazendo murais maiores até que fossem incorporados a corpos celestes, asteróides e até nebulosas. Quando eles se encontram, Zima revela a Claire que, embora muitos pensem que ele é um homem ciberneticamente aprimorado, na verdade ele é um andróide avançado originalmente construído por um roboticista para limpar ladrilhos de piscina de cerâmica (conhecidos como ladrilhos Zima Blue), sendo os ladrilhos a primeira coisa que ele viu. Ele foi atualizado e modificado como um teste de hardware e software para seu estado atual, passado de proprietário para proprietário após a morte de seu proprietário original. Expressando um profundo anseio por significado por meio de sua arte, ele revela sua peça final: ele mergulha na piscina reconstruída de onde se originou, descarta todas as suas modificações e volta ao seu estado original como uma simples máquina de limpeza de azulejos de piscina. Elenco: Kevin Michael Richardson, Emma Thornett |              |                             |                                                           |                      |                        |                                                         |                     |            |
| 15 | 15           | "Blindspot"                 | Vitaliy Shushko                                           | Vitaliy Shushko      | N/A                    | Elena Volk's Independent Studio (Russia)                | 15 de março de 2019 | 8 minutos  |
| Uma tripulação ciborgue — Hawk, Kali, Sui e Rookie - tenta roubar um comboio para um microchip fortemente guardado enquanto se dirige para um túnel. Enquanto eles plantam explosivos no carro de trás, Sui deixa cair um dos seus ao desviar para evitar um rato do deserto, alertando os guardas. Kali abre fogo de cobertura enquanto Hawk se move para lidar com as torres. Uma vez no túnel, eles têm uma janela limitada para obter o microchip, mas enquanto Hawk se prepara, ele é pego de surpresa e destruído por um enorme bot de defesa. Usando a distração, Sui o tira do comboio, mas ele muda para o modo de veículo e o persegue, esmagando Kali enquanto o faz. Sui se sacrifica para destruir a CPU do bot de defesa e o comboio. Rookie sobrevive e pega o microchip alvo, lamentando a perda de sua equipe. Ele é recebido por Bob, o coordenador da equipe, que o parabeniza e diz que copiou todos os cérebros deles antes da missão. A equipe cumprimenta Rookie em forma de holograma, elogiando-o por um trabalho bem feito.Elenco: Aaron Himelstein, Carlos Alazraqui, Jill Talley, Brian Bloom, Chris Cox |              |                             |                                                           |                      |                        |                                                         |                     |            |
| 16 | 16           | "Ice Age"                   | Tim Miller                                                | Philip Gelatt        | Michael Swanwick       | Digic Pictures (Hungary) Atomic Fiction (United States) | 15 de março de 2019 | 10 minutos |
| Um casal, Gail e Rob, encontra uma geladeira antiga depois de se mudarem para seu novo apartamento. Abrindo-o para pegar gelo, eles descobrem um minúsculo mamute preservado e, voltando ao freezer, percebem que uma civilização dilatada pelo tempo em movimento rápido está se desenvolvendo. Em dez minutos, a civilização vai da era medieval à revolução industrial então moderno, mas alguns minutos depois eles veem a civilização usar uma bomba nuclear, que queima o rosto de Rob. Encontrando a civilização da geladeira intensificando sua guerra, eles fecham o freezer e pedem pizza. Depois de uma hora, e com medo de não conseguirem, eles abrem o freezer e descobrem que a civilização foi reconstruída e avança em seu futuro com a tecnologia evoluindo em um nível sem precedentes. Eles finalmente evoluem para uma raça de seres de energia, retornam a uma singularidade e desaparecem do freezer. Acreditando que as mini-pessoas se foram, Rob desliga a geladeira para limpá-la pela manhã. Enquanto tomam café da manhã, eles descobrem que o freezer agora tem um mundo pré-histórico, com sapiens primitivos sob ataque de dinossauros. Elenco: Mary Elizabeth Winstead, Topher Grace, John DiMaggio, Roger Craig Smith |              |                             |                                                           |                      |                        |                                                         |                     |            |
| 17 | 17           | "Alternate Histories"       | Victor Maldonado & Alfredo Torres                         | Philip Gelatt        | John Scalzi            | Sun Creature Studio (Denmark)                           | 15 de março de 2019 | 7 minutos  |
| Multiversity, um aplicativo de simulação de pesquisa de história alternativa, mostra ao usuário seis linhas do tempo diferentes envolvendo a morte de Adolf Hitler em 1908 em vez de 1945. As consequências potenciais de cada morte incluem resultados diferentes da Primeira Guerra Mundial e da Segunda Guerra Mundial; vários indivíduos alcançando a Lua primeiro; paradoxos da viagem no tempo; e cenários pós-apocalípticos. Saindo da demonstração, o usuário seleciona uma possível linha do tempo alternativa onde "Lincoln atira primeiro". Elenco: Rebecca Riedy, Dieter Jansen, Scott Whyte, Chris Cox |              |                             |                                                           |                      |                        |                                                         |                     |            |
| 18 | 18           | "The Secret War"            | István Zorkóczy                                           | Philip Gelatt        | David W. Amendola      | Digic Pictures (Hungary)                                | 15 de março de 2019 | 16 minutos |
| Um pelotão de soldados do Exército Vermelho caça demônios na Sibéria florestas. Sargento Sergei Pavlovich e o tenente Nikolai Zakharov levantam preocupações de que os homens estão muito dispersos, mas o major descarta suas preocupações. Após uma vitória sangrenta, Scout Okchen encontra o cadáver decomposto de um agente da Polícia Secreta caído, Boris Grishin. O caderno de Grishin descreve a "Operação Hades", uma tentativa de convocar demônios para lutar pelo Exército Vermelho. No entanto, os invocadores falharam em controlá-los e foram mortos. Sergei deseja usar essa informação para se livrar dos demônios, mas Zakharov teme que isso exponha os erros anteriores do governo. Ao localizarem uma toca, Okchen e outro soldado, Pogodin prepara munições para selar o ninho dos demônios, mas a explosão abre toda a toca. A horda é maior do que o esperado, então Zakharov ordena uma última resistência, comandando seu filho para transmitir uma mensagem para bombardear sua localização atual para matar a horda. Os demônios matam todo o pelotão pela manhã, mas os aviões voam sobre eles e começam bombardeando o local. Elenco: Stefan Kapičić, Bruce Thomas, Jeff Berg, Antonio Alvarez, Victor Brandt |              |                             |                                                           |                      |                        |                                                         |                     |            |

### Volume II (2021)
| N.º na série | N.º na temp. | Título                       | Dirigido por                                                     | Roteiro adaptado por    | Baseado na história de | Estúdio(s) de animação(s) (localização do estúdio) | Lançamento         | Duração    |
| --- | ------------ | ---------------------------- | ---------------------------------------------------------------- | ----------------------- | ---------------------- | -------------------------------------------------- | ------------------ | ---------- |
| 19 | 1            | "Automated Customer Service" | Meat Dept (Kevin Van Der Meiren, David Nicolas, Laurent Nicolas) | John Scalzi & Meat Dept | John Scalzi            | Atoll Studio (France)                              | 14 de maio de 2021 | 13 minutos |
| Em uma comunidade de aposentados futurista composta por ajudantes robóticos, o 'Vacuubot' de limpeza doméstica de uma senhora idosa chamada Jeanette apresenta problemas e se torna cada vez mais agressivo. Ela entra em contato com o suporte automatizado ao cliente, mas as soluções fornecidas são inúteis. Depois de vários impulsos de se render pelo suporte ao cliente, seu vizinho Bill vem em seu socorro. Embora eles destruam o robô, o suporte ao cliente informa que todos os modelos Vacuubot em operação os adicionaram a uma lista de rescisão. Jeanette rejeita a oferta do suporte ao cliente para a lista de permissões de rescisão enquanto ela, Bill e seu cachorro partem, perseguidos por um exército de Vacuubots. Elenco: Nancy Linari, Ben Giroux, Brian Keane |              |                              |                                                                  |                         |                        |                                                    |                    |            |
| 20 | 2            | "Ice"                        | Robert Valley                                                    | Philip Gelatt           | Rich Larson            | Passion Animation Studios (England)                | 14 de maio de 2021 | 13 minutos |
| Os irmãos Sedgewick e Fletcher se mudam para um planeta-colônia coberto de gelo, onde quase toda a população foi geneticamente modificada para ter habilidades sobre-humanas. Sedgewick, que não é 'modificado', é rotulado como um "extro" por seus colegas. Contra o conselho de seu irmão, Sedgewick o acompanha em uma corrida através de blocos de gelo com outros jovens modificados para ter um vislumbre das enormes Baleias de Gelo que invadem através do gelo para respirar. Enquanto eles correm de volta para a segurança, Fletcher parece machucar a perna, forçando Sedgewick a carregá-lo. Os irmãos mal sobreviveram à brecha, tendo tido o azar de os Frostwhales atingirem o gelo uma vez menos do que habitualmente. Eles apreciam a visão da invasão do Frostwhales, após o que Sedgewick percebe que Fletcher fingiu seu ferimento para ajudar seu irmão a ganhar o respeito dos outros. Elenco: Archie Madekwe, Sebastian Croft, Beatriz Godinho, Alexander Lobo Moreno, Miguel Amorim, Mike Bodie, Maria Teresa Creasey |              |                              |                                                                  |                         |                        |                                                    |                    |            |
| 21 | 3            | "Pop Squad"                  | Jennifer Yuh Nelson                                              | Philip Gelatt           | Paolo Bacigalupi       | Blur Studio (United States)                        | 14 de maio de 2021 | 18 minutos |
| Em um futuro distópico, a humanidade ganhou imortalidade biológica induzida por drogas, resultando em superpopulação. A procriação torna-se estritamente proibida e todas as crianças encontradas são sumariamente executadas pela polícia enquanto seus pais são processados. Após sua última execução, o detetive Briggs fica nervoso com a admissão casual de sua amante, Alice, de que ela o deixaria engravidá-la. À medida que o seu trabalho começa a afetá-lo mentalmente, Briggs decide conduzir uma investigação pessoal. Ele encontra uma mulher, Eve, comprando um trem de brinquedo antigo e a segue de volta para sua casa em ruínas, onde ela abriga sua filha pequena, Melanie. Ele pergunta a Eva por que ela escolheu criar um filho nessas condições; ela explica como sua filha mudou sua vida. Briggs simpatiza e poupa os dois quando Eve tenta matá-lo preventivamente. Ao sair de casa, ele encontra seu parceiro policial Pentle, que percebe o que ele fez. Elenco: Nolan North, Elodie Yung, Emily O'Brien, Michelle C. Bonilla, Dendrie Allyn Taylor, Debra Cardona, Ike Amadi, Noshir Dalal, Andrew Hawkes, Jennifer Hale, Ayana Shira Haviv, Piotr Michael |              |                              |                                                                  |                         |                        |                                                    |                    |            |
| 22 | 4            | "Snow in the Desert"         | Léon Bérelle, Dominique Boidin, Rémi Kozyra, Maxime Luère        | Philip Gelatt           | Neal Asher             | Unit Image (France)                                | 14 de maio de 2021 | 18 minutos |
| Snow, um homem albino, vagueia por um planeta árido. Ele está sendo caçado pelo comerciante Baris por sua fisiologia única que lhe concede uma habilidade regenerativa que o torna virtualmente imortal. Em um bar, três caçadores de recompensas interceptá-lo. Snow mal sobrevive à altercação depois que uma mulher chamada Hirald o salva. Snow agradece e vai embora. À noite, Hirald visita o acampamento de Snow para expressar sua intenção de viajar com ele. Ela então revela que é uma agente enviada pela Inteligência Central da Terra e pede a Snow que venha voluntariamente para que possam estudar sua fisiologia para um bem maior. Hirald logo descobre que a esposa de Snow cometeu suicídio há mais de um século devido ao fato de ele não envelhecer; os dois então fazem amor. Os capangas de Baris emboscam o esconderijo de Snow, mas Snow acaba com eles com a ajuda de Hirald. Baris então atira e aparentemente mata Hirald; no entanto, ela se recupera e o mata. O danificado Hirald então se revela um ciborgue. Após um acidente anterior, seu cérebro humano sobrevivente e sistema nervoso foram fundidos com um corpo artificial, tornando-a virtualmente imortal como Snow. Os dois se unem por causa de sua solidão e desejam encontrar o amor dentro de sua imortalidade. Elenco: Peter Franzén, Zita Hanrot, Alaïs Lawson, Jonnie Hurn, Piotr Michael, Julie Nathanson, Scott Whyte |              |                              |                                                                  |                         |                        |                                                    |                    |            |
| 23 | 5            | "The Tall Grass"             | Simon Otto                                                       | Philip Gelatt           | Joe Lansdale           | Axis Studios (Scotland)                            | 14 de maio de 2021 | 11 minutos |
| Inesperadamente, um trem a vapor quebra em um campo de grama alta. Um passageiro chamado Laird sai contra o conselho do condutor. Enquanto fuma, ele testemunha uma série de luzes estranhas e vagueia pela grama alta para investigar. Ele logo se perde, e as luzes são reveladas como criaturas brilhantes semelhantes a ghouls emergindo do solo. As criaturas o atacam e perseguem pelo campo, mas no último momento, o condutor o salva. O condutor confidencia a Laird que o trem quebra no mesmo local de vez em quando. Ele acredita que o campo de grama alta abre uma porta para outro mundo, e as criaturas já foram humanos perdidos que se transformaram. O trem parte enquanto inúmeras luzes e rugidos aparecem em todo o campo. Elenco: Joe Dempsie, Steven Pacey |              |                              |                                                                  |                         |                        |                                                    |                    |            |
| 24 | 6            | "All Through the House"      | Elliot Dear                                                      | Philip Gelatt           | Joachim Heijndermans   | Blink Industries (England)                         | 14 de maio de 2021 | 7 minutos  |
| Na véspera de Natal, os irmãos Leah e Billy são acordados pelo barulho de um farfalhar no andar de baixo. Acreditando ser o Papai Noel, eles se esgueiram para dar uma olhada. Eles ficam horrorizados ao descobrir que na verdade é um monstro grotesco, que ouve sua aproximação e os encurrala. Ele identifica os dois como "bons" e regurgita um presente para cada um antes de sair pela chaminé. Deitados na cama, os dois se perguntam o que teria acontecido se tivessem sido considerados "maus". Elenco: Divi Mittal, Sami Amber, Fred Tatasciore, Brynley North |              |                              |                                                                  |                         |                        |                                                    |                    |            |
| 25 | 7            | "Life Hutch"                 | Alex Beaty                                                       | Philip Gelatt           | Harlan Ellison         | Blur Studio (United States)                        | 14 de maio de 2021 | 14 minutos |
| Um piloto chamado Terence cai em um planeta escarpado abaixo de uma batalha espacial contra uma força alienígena hostil. Ele localiza um abrigo próximo - apelidado de Life Hutch - que também já caiu. À medida que os sistemas automatizados do Life Hutch são ativados, o robô de manutenção funciona mal e ataca qualquer coisa que se mova, rasgando seu lado e esmagando seus dedos. Ele perde a consciência e relembra momentos da batalha em que pilotou uma das muitas naves de ataque antes de ser atingido por detritos espaciais. Ao acordar, ele acessa sua lanterna e engana o robô para que se ataque enquanto rastreia o feixe de luz. Depois de destruir o robô, ele ativa um farol de resgate e espera por ajuda. Elenco: Michael B. Jordan, Michelle C. Bonilla, Brian T. Delaney |              |                              |                                                                  |                         |                        |                                                    |                    |            |
| 26 | 8            | "The Drowned Giant"          | Tim Miller                                                       | Tim Miller              | J. G. Ballard          | Blur Studio (United States)                        | 14 de maio de 2021 | 14 minutos |
| O gigantesco cadáver nu de um homem desconhecido aparece na praia. Os acadêmicos vêm observar o gigante, montando-o e incentivando os espectadores a fazerem o mesmo. Um dos acadêmicos, Steven, fica fascinado pelo gigante e decide assistir de longe. Através de perspectivas filosóficas, ele narra a decomposição e a profanação do cadáver com o passar do tempo, juntamente com a diminuição do interesse dos habitantes da cidade, que acabam esquecendo a existência do gigante. Meses depois, os restos mortais do gigante aparecem em vários pontos da cidade. Elenco: Steven Pacey, Laura Pacey |              |                              |                                                                  |                         |                        |                                                    |                    |            |

### Volume III (2022)
| N.º na série | N.º na temp. | Título                          | Dirigido por            | Roteiro adaptado por       | Baseado na história de     | Estúdio(s) de animação(s) (localização do estúdio) | Lançamento         | Duração    |
| --- | ------------ | ------------------------------- | ----------------------- | -------------------------- | -------------------------- | -------------------------------------------------- | ------------------ | ---------- |
| 27 | 1            | "Three Robots: Exit Strategies" | Patrick Osborne         | John Scalzi                | John Scalzi                | Blow Studio (Spain)                                | 20 de maio de 2022 | 11 minutos |
| Os três robôs (K-VRC, XBOT 4000 e 11-45-G) embarcam em mais uma viagem pós-apocalíptica. Eles investigam locais onde remanescentes da humanidade de diferentes classes sociais tentaram, sem sucesso, sobreviver ao apocalipse. Em um acampamento primitivo de sobrevivência para os pobres, a escassez de alimentos causada pela caça excessiva desencadeou conflitos letais. Uma plataforma de petróleo reformada em um resort de luxo para os ricos falhou quando os habitantes confiaram demais na IA, que se rebelou e iniciou a revolta dos robôs. Funcionários do governo em um bunker autossustentável recorreram ao canibalismo depois que um fungo devastou suas plantações hidropônicas. O local final que os robôs visitam é uma base de lançamento de foguetes de alta tecnologia, construída exclusivamente por e para os mais ricos da Terra, com a intenção absurda de deixar rapidamente o planeta moribundo e colonizar Marte. Seus planos falharam; é revelado que a humanidade tinha recursos mais do que suficientes para salvar o meio ambiente e a si mesma, mas pereceu por causa de sua ganância. Os robôs descobrem que um ônibus partiu com alguns dos habitantes da Terra dentro - sem o conhecimento deles, eram os gatos inteligentes em vez dos humanos. Elenco: Josh Brener, Gary Anthony Williams, Katie Lowes, Chris Parnell |              |                                 |                         |                            |                            |                                                    |                    |            |
| 28 | 2            | "Bad Travelling"                | David Fincher           | Andrew Kevin Walker        | Neal Asher                 | Blur Studio (United States)                        | 20 de maio de 2022 | 21 minutos |
| Um gigantesco crustáceo comedor de gente chamado "thanapod" aborda violentamente um navio de caça ao tubarão, massacrando a maior parte de sua tripulação antes de ocupar o porão do navio. Depois de desenhar canudos, o navegador da nave, Torrin, é escolhido para enfrentar o tanápode. Manifestando o corpo de um tripulante morto, ele exige ser levado para a vizinha Ilha Phaiden, onde presumivelmente se alimentará da população desavisada. Torrin aceita com a condição de que sua vida seja poupada. Sob a mira de uma arma, ele pede à tripulação que vote se concorda com as exigências do tanápode ou se o engana deixando-o em uma ilha deserta mais distante, uma viagem mais longa que torna a sobrevivência menos provável, mas poupa a população da Ilha Phaiden. Torrin então executa dois tripulantes que votaram para ir para a Ilha Phaiden e dá seus corpos para o thanapod para ganhar tempo. No entanto, o thanapod exige mais comida para alimentar seus filhotes recém-nascidos. Quando a tripulação se amotina, Torrin os mata e os alimenta com os tanápodes. Torrin revela ao último membro da tripulação que todos os membros da tripulação votaram pela viagem mais curta antes de empurrá-lo para a morte. Aproximando-se da Ilha Phaiden, Torrin então incendeia o óleo de tubarão no porão do navio e foge em um bote salva-vidas, aparentemente matando o tanápode e sua ninhada. Elenco: Troy Baker, Kevin Jackson, Anthony Mark Barrow, Chantelle Barry, Parry Shen, Time Winters, James Preston Rogers, Jason Flemyng, Elodie Yung, Max Fowler |              |                                 |                         |                            |                            |                                                    |                    |            |
| 29 | 3            | "The Very Pulse of the Machine" | Emily Dean              | Philip Gelatt              | Michael Swanwick           | Polygon Pictures (Japan)                           | 20 de maio de 2022 | 17 minutos |
| A astronauta Martha Kivelson é deixada sozinha na superfície de Io depois que um acidente SEV causa a morte de seu parceiro, Burton. Com o oxigênio diminuindo e o apoio de sua estação espacial a horas de distância, Kivelson tenta arrastar o corpo de Burton pela lua de volta à nave de pouso. Depois de tomar morfina para aliviar a dor de um braço quebrado, Kivelson começa a ter alucinações. Ela ouve o próprio Io falando com ela através de Burton, provocando sua interação. Desesperada para chegar a tempo ao seu destino, ela toma anfetaminas, piorando suas alucinações. Ela finalmente passa a ver a lua como uma máquina cujo propósito é "conhecê-la", antes de cair inconsciente. Acordando com níveis críticos de oxigênio, Kivelson pula em um rio de líquido térmico e aparentemente assimila a lua, sugerindo que suas alucinações são de fato reais. Sua voz é ouvida mais tarde reportando-se à estação da Terra. Elenco: Mackenzie Davis, Holly Jade, David Shatraw |              |                                 |                         |                            |                            |                                                    |                    |            |
| 30 | 4            | "Night of the Mini Dead"        | Robert Bisi & Andy Lyon | Robert Bisi & Andy Lyon    | Jeff Fowler and Tim Miller | Buck (United States)                               | 20 de maio de 2022 | 7 minutos  |
| Em um episódio apresentado inteiramente com miniaturas aceleradas, um casal de amantes profana uma igreja e um cemitério à noite, ressuscitando acidentalmente os mortos e causando um apocalipse zumbi. Hordas de zumbis rapidamente invadem centros populacionais em todo o planeta, acabando com a maior parte da humanidade. À medida que o mundo se transforma em anarquia, os humanos restantes tentam revidar, mas, em vez disso, dão origem a zumbis mutantes gigantes quando uma usina nuclear é destruída. Incapaz de detê-los, o presidente dos Estados Unidos acaba lançando todos os mísseis nucleares do arsenal americano, o que faz com que outras nações também lancem seus respectivos mísseis nucleares. O apocalipse nuclear maciço na Terra é descrito como pouco mais do que um flato insignificante na escala dos eventos galácticos. |              |                                 |                         |                            |                            |                                                    |                    |            |
| 31 | 5            | "Kill Team Kill"                | Jennifer Yuh Nelson     | Philip Gelatt              | Justin Coates              | Titmouse (United States)                           | 20 de maio de 2022 | 13 minutos |
| Uma equipe de Boinas Verdes do Exército dos EUA no Afeganistão, liderada pelo sargento. Nielsen, é enviado para investigar assassinatos misteriosos, apenas para ficar cara a cara com um urso pardo aprimorado ciberneticamente. O esquadrão perde vários membros antes que SFC Morris, que atacou a Força-Tarefa Griffin, os resgate. Morris explica que o referido urso foi desenvolvido como parte de um segredo ultrassecreto da CIA. código de experimento chamado Projeto Barghest para desenvolver armas militares avançadas, mas foi desonesto. Os sobreviventes retornam com Morris de volta à base subterrânea secreta da CIA, Camp Eisenhower, que foi construída em 2002 para encontrar seus habitantes massacrados. Eles se preparam para atrair o urso, mas calculam mal sua posição dentro da base. Após uma emboscada que custou a vida de Morris, Nielsen e Macy, conseguem derrubar o urso com armamentos extras. Em seguida, ele ativa um mecanismo de autodestruição que destrói toda a base, matando todos. Elenco: Joel McHale, Seth Green, Gabriel Luna, Steve Blum, Andrew Kishino |              |                                 |                         |                            |                            |                                                    |                    |            |
| 32 | 6            | "Swarm"                         | Tim Miller              | Tim Miller & Philip Gelatt | Bruce Sterling             | Blur Studio (United States)                        | 20 de maio de 2022 | 17 minutos |
| Simon Afriel chega como parte de uma missão de pesquisa de dois anos a um planeta alienígena habitado por uma raça conhecida apenas como Swarm. Juntando-se a outra pesquisadora humana, Galina Mirny, os dois exploram a colmeia Swarm, que é composta por várias castas de espécies exóticas que foram absorvidas pela colmeia, cada uma desempenhando um papel específico na manutenção do ecossistema. Simon revela a Galina que seu objetivo é obter e explorar as informações genéticas do Enxame, combinando-as com feromônios artificiais para criar um novo enxame mais subserviente que ajudará a humanidade a se expandir. Apesar da desaprovação inicial, Galina opta por ajudá-lo enquanto o ninho permanecer ileso. Com o passar do tempo, os dois se tornam cada vez mais íntimos. Seus experimentos, no entanto, desencadeiam uma resposta hostil da colméia, que assimila Galina à força. O Enxame fala com Simon, explicando como a colméia absorveu espécies inteligentes consideradas ameaças no passado e as reduziu a espécies simbióticas. Diz a Simon que ele pode ajudar a fazê-lo com humanos e manter sua inteligência ou ser assimilado à força. Ele aceita a oferta como um desafio, insistindo que a raça humana nunca se tornará parasita. Elenco: Rosario Dawson, Jason Winston George |              |                                 |                         |                            |                            |                                                    |                    |            |
| 33 | 7            | "Mason's Rats"                  | Carlos Stevens          | Joe Abercrombie            | Neal Asher                 | Axis Studios (Scotland)                            | 20 de maio de 2022 | 10 minutos |
| Em uma versão futura da Escócia, um fazendeiro chamado Mason fica angustiado ao descobrir os ratos em seu celeiro usando ferramentas e atacando-o com bestas. Alistando os serviços da empresa de controle de pragas Traptech de alta tecnologia, Mason instala cinco lasers de pulso em seu celeiro. Os lasers são eficazes até que o líder dos ratos descubra suas posições e desative o sistema de câmera de cada laser. Sem saber o que fazer, Mason agora compra um robô de assalto móvel semelhante a um escorpião. Nos dias seguintes, o robô faz seu trabalho terrivelmente bem, para grande desconforto de Mason. Quando um de seus tiros de laser destrói sua caneca, Mason invade o celeiro, apenas para ver os ratos montando uma heróica resistência final contra o mech, usando um de seus tratores equipado com o laser de pulso perdido como um tanque. Mason, impressionado com a coragem dos ratos, destrói o mech com um tiro de espingarda. Ele faz as pazes com os ratos; o grupo ergue um copo de uísque, destilado do grão de Mason, e assiste ao pôr do sol juntos enquanto ele cancela um cheque para a Traptech. Elenco: Craig Ferguson, Dan Stevens |              |                                 |                         |                            |                            |                                                    |                    |            |
| 34 | 8            | "In Vaulted Halls Entombed"     | Jerome Chen             | Philip Gelatt              | Alan Baxter                | Sony Pictures Imageworks (United States)           | 20 de maio de 2022 | 15 minutos |
| Um esquadrão de operadores do MARSOC é enviado para resgatar um refém dos insurgentes. Enquanto os seguem profundamente nos túneis da montanha, eles encontram os corpos dos reféns e insurgentes comidos por um enxame de misteriosas criaturas parecidas com aranhas. A equipe perde quatro homens para o enxame, deixando o líder da equipe, sargento. Coulthard e Harper como os únicos sobreviventes. A dupla encontra uma luz brilhante e segue um som misterioso até uma câmara mais profunda, revelada como uma prisão contendo uma divindade mística gigantesca. A divindade induz visões de destruição mundial em Coulthard e Harper, convencendo Coulthard a libertá-lo e forçando Harper a matá-lo. A divindade então instrui Harper a liberá-lo. Ela então é vista caminhando para o deserto com os olhos arrancados e as orelhas cortadas enquanto ela murmura uma língua estrangeira. Elenco: Joe Manganiello, Christian Serratos, Jai Courtney, Debra Wilson, Fred Tatasciore, Noshir Dalal, Stanton Lee, Jeff Schine |              |                                 |                         |                            |                            |                                                    |                    |            |
| 35 | 9            | "Jibaro"                        | Alberto Mielgo          | Alberto Mielgo             | N/A                        | Pinkman.TV (Spain)                                 | 20 de maio de 2022 | 17 minutos |
| Em uma linha do tempo alternativa, quando um grupo de conquistadores e sacerdotes interrompe sua jornada nas profundezas da floresta, uma sereia envolto em ouro e joias emerge do lago próximo. Com seu chamado, ela leva todo o grupo ao frenesi, fazendo com que eles se matem antes de se afogarem nas águas profundas. No entanto, o cavaleiro surdo Jibaro não é afetado por ela e consegue escapar em pânico. Intrigada, a sereia persegue Jibaro e até dorme ao lado dele à noite. Quando Jibaro acorda e percebe sua presença, eles se apaixonam um pelo outro. Após uma perseguição entre os dois, eles começam uma dança violenta e se abraçam em um beijo. Depois que ela mordeu a língua dele com seus dentes afiados, Jibaro a deixou inconsciente e arrancou a maior parte do ouro e joias do corpo da sereia. Ele a joga no rio e tenta fugir com o saque. O sangue da sereia mancha o corpo de água ao redor. Quando Jibaro bebe dele, sua audição é restaurada, deixando-o vulnerável ao chamado final da sirene. Ele o segue e se afoga no fundo do lago, como os incontáveis homens antes dele. Elenco: Girvan 'Swirv' Bramble |              |                                 |                         |                            |                            |                                                    |                    |            |

## Produção

### Desenvolvimento

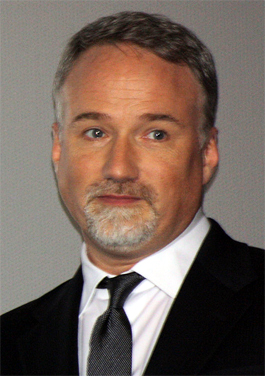
David Fincher atua como produtor executivo da série.

O projeto evoluiu de uma reunião no final dos anos 2000, quando David Fincher e Tim Miller decidiram fazer um remake do filme Heavy Metal de 1981. Anunciado em 2008, o projeto seria produzido pela Paramount Pictures, embora Fincher e Miller tenham tido problemas para conseguir o financiamento necessário para o projeto. O projeto foi originalmente planejado para ser um filme com um orçamento de cerca de $ 50 milhões, com vários diretores envolvidos, cada um dirigindo diferentes segmentos curtos e o Blur Studio cuidando da animação do filme. A formação dos diretores incluía Miller, Fincher, James Cameron, Zack Snyder, Kevin Eastman, Gore Verbinski, Guillermo del Toro, Mark Osborne, Jeff Fowler e Rob Zombie. Esperava-se que o filme tivesse mais de oito ou nove segmentos e fosse classificado como R como o filme original de Heavy Metal. Em 14 de julho de 2008, no entanto, a produção do filme foi interrompida devido à decisão da Paramount Pictures de desistir do filme. O filme foi transferido para a divisão da Sony, Columbia Pictures, devido a uma briga contínua entre o antigo estúdio e Fincher durante a produção de The Curious Case of Benjamin Button. Em 2009, Eastman revelou que se reuniu com Jack Black para fazer um segmento de comédia para o filme. O primeiro também revelou que Fincher e Cameron foram originalmente planejados para servir como produtores executivos do filme.
Porém logo em seguida, a produção do filme parou indefinidamente, já que nenhuma distribuidora de filmes ou produtora demonstrou interesse em distribuir ou produzir o remake após a Paramount Pictures tomar a decisão de não distribuir mais o filme. Foi revelado que a verdadeira razão para isso se deve ao fato de vários estúdios de cinema considerarem o filme "muito ousado para o grande público". Miller comentou que: "David realmente acredita no projeto. É apenas uma questão de tempo."
Em julho de 2011, foi anunciado na Comic-Con que o cineasta Robert Rodriguez havia comprado os direitos do filme Heavy Metal e planejava desenvolver um novo filme de animação no novo Quick Draw Studios. Em 11 de março de 2014, após criar sua própria rede de televisão, El Rey, Rodriguez decidiu desenvolver o filme como uma série de televisão. No entanto, Eastman revelou que vendeu Heavy Metal e que o negócio com Rodriguez dificilmente permaneceria de pé.
Após uma longa década para trazer a antologia animada, a Netflix se interessou pela ideia e decidiu dar luz verde à série: "Bem, David Fincher e eu tentamos fazer um filme de Heavy Metal por anos e anos. Quer dizer, centenas de reuniões. O filme original foi lançado em 1982 e foi muito inspirador para muitos animadores que queriam fazer animação para adultos. Então, quando conheci David, queríamos fazer algo juntos e dissemos: 'Que tal fazer um novo filme Heavy Metal?' porque ele era um fã de animação, mas o mundo simplesmente não estava pronto para isso na época. Mas nos dez anos em que fizemos reuniões e tentamos fazer o projeto andar, o mundo mudou para ver a animação adulta como viável, e a Netflix foi quem se dispôs a arriscar. E aqui estamos nós." O estúdio deu a Fincher e Miller total liberdade para permitir que eles "dessem vida à sua visão". A série consistiria em 18 episódios variando de 5 a 15 minutos, incluindo uma ampla gama de estilos de animação, desde animação 2D tradicional até CGI 3D foto-real. Enquanto trabalhava na Netflix para a série House of Cards e Mindhunter, Fincher discutiu para se livrar do formato de meia hora e hora para a série animada: "Temos que nos livrar dos 22 minutos [duração de um show de meia hora com comerciais] e 48 minutos [duração de um show de uma hora com comerciais] porque há essa resposta pavloviana a essa segmentação que para mim parece um anátema para a narrativa. Você quer que a história seja tão longa quanto precisa para ter o máximo impacto ou proposta de valor de entretenimento."
De acordo com Miller, após o lançamento de Deadpool, Fincher ligou para Miller dizendo "OK, então vamos usar sua popularidade recém-descoberta para fazer nosso filme antológico", apenas para finalmente decidir: "Foda-se o material do filme, vamos apenas levá-lo para a Netflix, porque eles nos deixam fazer o que quisermos."
Em 12 de agosto de 2022, a Netflix renovou a série para uma quarta temporada.

### Escrita

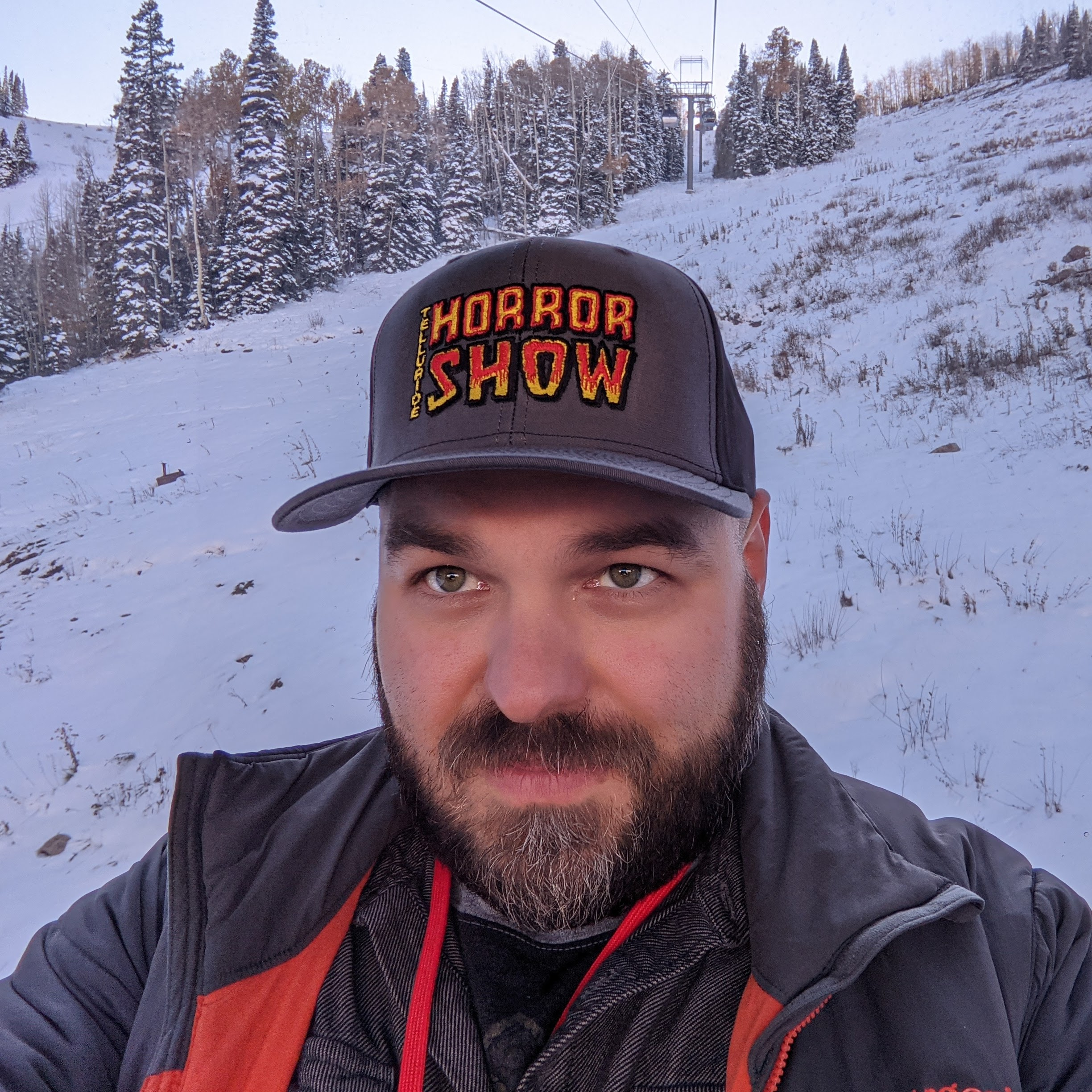
Philip Gelatt escreveu mais episódios da série do que qualquer um, especialmente episódios adaptados de contos

Os roteiristas incluem o co-criador Miller e Philip Gelatt (roteirista do filme Europa Report), este último que escreveu mais episódios da série do que qualquer um. Muitos dos curtas-metragens são adaptações de contos, incluindo dezesseis dos dezoito na primeira temporada (a maioria dos quais são adaptados por Gelatt). Inicialmente isso não foi planejado, com a dupla imaginando uma variedade de métodos pelos quais eles teriam desenvolvido a série. Miller originalmente sugeriu uma lista mais longa de histórias que ele queria adaptar. Miller escreveu principalmente esboços e rascunhos para cada curta e permitiu que os roteiros fossem alterados conforme os estúdios considerassem adequado para ajudar na produção. Os autores que tiveram seus trabalhos adaptados incluem Harlan Ellison, JG Ballard, Alastair Reynolds, Joe R. Lansdale, Neal Asher, Michael Swanwick e John Scalzi, que também adaptou várias de suas histórias em roteiros (exceto algumas das quais foram adaptadas por Gelatt). Miller em uma entrevista revelou que eles são livres para escolher a história que desejam, mas admite querer acertar o enredo do episódio para dar a eles seu brilho original a uma história que não existiria se fosse não para os autores terem ideias. A terceira temporada inclui roteiristas mais variados, com Philip Gelatt escrevendo apenas quatro episódios de nove. A cineasta Jennifer Yuh Nelson e Miller revelaram que optaram por envolver mais roteiristas devido às agendas lotadas de Gelatt. No entanto, eles também revelaram que os escritores conseguiram manter os episódios originais dos contos para torná-los mais parecidos com eles e garantir que funcionem.
Para a produção da segunda temporada, Miller revelou que mudou de supervisor para oferecer uma perspectiva diferente da temporada anterior. Quando Nelson foi recrutado, ela convenceu a equipe, incluindo Miller, a apresentar histórias que este último nunca pensou que seriam apresentadas para o show. Para trazer a natureza diferente de cada episódio para a série, a equipe trabalhou com diferentes criadores e empresas para obter os diferentes estilos de cada episódio. Ao contrário da primeira temporada que continha 18 episódios, a segunda temporada é mais curta que a anterior tendo lançado apenas oito episódios. Miller confessou que originalmente era para ter a mesma quantidade de episódios que o anterior, porém a Netflix pediu que encurtassem para lançar mais cedo no serviço de streaming, com os episódios restantes sendo lançados como parte da terceira temporada. Outro fator a considerar é a pandemia de COVID-19 que afetou a produção do programa o que ocasionou a suspensão da produção, o que levaria a equipe a tomar a decisão de encurtar a segunda temporada para evitar mais atrasos.

### Animação
Enquanto Blur Studio está encarregado de produzir a série, também foi responsável por animar alguns episódios do programa. Como cada episódio tem um estilo de animação diferente, o supervisor de efeitos visuais da série revelou que entrou em contato com diferentes estúdios: “Há anos competimos com algumas dessas empresas e as admiramos muito. eles aplicam suas visões únicas a esses curtas. Foi aqui que toda a liberdade criativa realmente valeu a pena." Os episódios produzidos pelo Blur Studio contêm um estilo de animação 3D de videogame, mas também se aproximam do estilo pintado à mão. Tim Miller revelou que, para cada história diferente, a equipe abordou certos estúdios para histórias específicas para garantir que episódio se encaixasse melhor com o estilo de animação.
Para os treze episódios restantes, vários estúdios de animação estiveram envolvidos - Unit Image, Red Dog Culture House, Able & Baker, Axis Studios, Platige Image, Atomic Fiction, Sony Pictures Imageworks, Passion Animation Studios, Elena Volk's Independent Studio, Blow Studio, Pinkman.TV, Studio La Cachette, Sun Creature Studio e Digic Pictures. Para o episódio de "The Witness", o diretor do episódio Alberto Mielgo usou uma "estética nunca antes vista" para capturar a vibração realista, o que gerou várias discussões sobre se era usada captura de movimento para as ruas e prédios. No entanto, Mielgo confirmou que era tudo animado e que não era fácil de fazer, pois eles precisavam manter os personagens em movimento do zero usando um software que não era usado antes.
Nas temporadas seguintes, alguns dos estúdios que retornaram além do Blur Studio foram Passion Animation Studios, Pinkman.TV, Unit Image, Axis Studios, Blow Studio e Sony Pictures Imageworks. A série também envolveu novos estúdios com Atoll Studio e Blink Industries entrando na segunda temporada, enquanto Polygon Pictures, Buck e Titmouse se juntaram à terceira temporada.
| Estúdio de animação             | País de origem   | No. de episódios produzidos |
| ------------------------------- | ---------------- | --------------------------- |
| Able & Baker                    | Espanha          | 1                           |
| Atoll Studio                    | França           | 1                           |
| Atomic Fiction                  | Estados Unidos   | 1                           |
| Axis Studios                    | Escócia, U.K.    | 3                           |
| Blink Industries                | Inglaterra, U.K. | 1                           |
| Blow Studio                     | Espanha          | 3                           |
| Blur Studio (principal)         | Estados Unidos   | 8                           |
| Buck                            | Estados Unidos   | 1                           |
| Digic Pictures                  | Hungria          | 2                           |
| Elena Volk's Independent Studio | Rússia           | 1                           |
| Passion Animation Studios       | Inglaterra, U.K. | 2                           |
| Pinkman.TV                      | Espanha          | 2                           |
| Platige Image                   | Polónia          | 1                           |
| Polygon Pictures                | Japão            | 1                           |
| Red Dog Culture House           | Coreia do Sul    | 1                           |
| Sony Pictures Imageworks        | Estados Unidos   | 2                           |
| Studio La Cachette              | França           | 1                           |
| Sun Creature Studio             | Dinamarca        | 1                           |
| Unit Image                      | França           | 2                           |
| Titmouse                        | Estados Unidos   | 1                           |

## Lançamento
A Netflix lançou o primeiro trailer da série em 14 de fevereiro de 2019; o trailer apresentava o remix hardcore industrial de Matt Green de "We Are Legion" do AMBASSADOR21. Os episódios do programa são exibidos em diferentes ordens para diferentes usuários, que diferem de como a maioria dos programas são exibidos no serviço. A primeira temporada, composta por dezoito episódios independentes, foi lançada mundialmente na Netflix em 15 de março de 2019. Em resposta a uma acusação de que a ordem dos episódios foi baseada na percepção da empresa de streaming sobre a orientação sexual de um usuário, a Netflix respondeu que havia quatro pedidos de episódios únicos, liberados para os usuários aleatoriamente. Em 19 de abril de 2021, a Netflix lançou o teaser trailer da segunda temporada; apresentava a faixa "Reborn" de Colin Stetson da trilha sonora do filme Hereditary. Os oito episódios da segunda temporada foram lançados em 14 de maio de 2021; quatro dias antes, a Netflix lançou um trailer da série Red Band de 45 segundos. Em 19 de abril de 2022, um teaser trailer para a terceira temporada foi lançado, apresentando imagens das temporadas anteriores da série, bem como imagens de outros The Crown e The Queen's Gambit também distribuídos pela Netflix. Outros dois trailers foram lançados em maio, apresentando imagens dos curtas da próxima temporada e confirmando que haveria nove episódios em vez de oito. O trailer oficial foi lançado em 9 de maio de 2022, enquanto o trailer final foi lançado apenas quatro dias antes da estreia do volume 3. Em 18 de maio de 2022, a Netflix lançou o episódio de estreia "Three Robots: Exit Strategies" gratuitamente em seu canal do YouTube, enquanto toda a terceira temporada foi lançada em 20 de maio.

## Recepção

### Volume I
Para o primeiro volume, o agregador de resenhas Rotten Tomatoes compilou 43 resenhas críticas e identificou 77% como positivas, com uma classificação média de 7,03/10. O consenso crítico do site diz: "Esta antologia animada tem Morte criativa suficiente para satisfazer os aficionados do cyberpunk que amam seus robôs para ter alguma influência do Heavy Metal, mas as ambições elevadas da série são frequentemente prejudicadas por uma preocupação com sangue coagulado e excitação." O Metacritic fez uma amostra de 4 resenhas de críticos convencionais e calculou uma pontuação média ponderada de 65/100, indicando "avaliações geralmente favoráveis".
Escrevendo no The Daily Beast, Nick Schager descreveu a série como "Black Mirror para a multidão de videogames viciados em DDA" e elogiou o programa por seu "caso diversificado repleto de violência, humor e uma dose saudável de sensualidade". Peter Rubin, da revista Wired, elogiou o show e sua natureza de ultrapassar fronteiras, dizendo que "às vezes, você só quer ver Adolf Hitler sufocado por um monte gigante de gelatina". Rubin ainda expressou frustração com o aparentemente "desfile interminável de super-homens estóicos e as mulheres que os enganam ou escapam", observando que às vezes parece que Fincher e Miller direcionaram o show para um "subconjunto particularmente retrógrado de fãs de gênero". IndieWire descreveu os episódios como "muitas vezes hiper-masculinos e incompletos" e deu à série uma nota C, embora a crítica tenha sido baseada em apenas 6 dos 18 episódios. Abby Robinson, do Digital Spy, chamou a série de problemática em seu retrato das mulheres como objetos principalmente sexuais e vítimas de traumas, rotulando-a como "firmemente enraizada no passado".

### Volume II
O segundo volume tem uma classificação de 80% de 15 avaliações no Rotten Tomatoes, com uma classificação média de 6,70/10. O consenso crítico do site diz: "A qualidade dos curtas pode ser desigual, mas o segundo volume de Love, Death + Robots é uma máquina de criatividade bem oleada." Matt Fowler, do IGN, disse que a temporada precisava de uma contagem maior de episódios, "mesmo que sua primeira temporada tivesse muitos. Um catálogo mais curto provavelmente é melhor aqui, já que o lote de histórias deste ano apresenta alguns temas repetidos. Dito isto, a série continua a ser um bufê agradável e instigante de maravilhas e maldades animadas". Steve Green da IndieWire elogiou a qualidade da temporada, embora tenha criticado a quantidade menor de episódios, "O show continua sendo uma antologia, mas olhe bem e você verá pelo menos uma dica de que esses curtas podem não estar ocupando universos totalmente distintos, afinal." Petrana Radulovic, da Polygon, chamou a segunda temporada de menos violenta e mais madura do que sua antecessora, "Essa não é a única diferença entre as temporadas, no entanto. Objetivamente, os curtas no volume 2 são menos nervosos e violentos, trocando nudez gratuita e sangue coagulado para uma narrativa comovente. Desta vez, é mais maduro e menos confuso, o que torna a visualização mais forte."

### Volume III
O terceiro volume detém uma classificação de 100% de 16 avaliações no Rotten Tomatoes, com uma classificação média de 8/10, o consenso crítico do site afirmando: "Uma coleção concisa de fábulas cibernéticas memoráveis, a terceira parcela de Love, Death + Robots é a mais bem equilibrado ainda." Escrevendo para o The Verge, Andrew Webster chamou o volume III de "indiscutivelmente a coleção mais forte até agora", elogiando as histórias e vários estilos de animação usados em cada curta. Johhny Loftus de Decider elogiou a temporada por seus visuais e exploração de tópicos da vida real, "Love, Death & Robots mantém o tempo de execução apertado e o toque visual expansivo enquanto explora seus tópicos titulares em relação à sociedade e a nós mesmos. E oh sim, palavrões." Tara Bennet da IGN considerou que as histórias para cada episódio não eram fortes o suficiente como artesanato, embora ela tenha elogiado a animação, "Love, Death and Robots Vol. 3 é a menos acessível das três temporadas, especialmente se você não estiver interessado em uma superabundância de violência sangrenta. Embora existam alguns exemplos impressionantes de animação em CG, o artesanato é mais forte do que as histórias apresentadas."

### Prêmios
| Ano  | Prêmio                                  | Categoria                                                                                        | Indicado(s) | Resultado | Ref.   |
| ---- | --------------------------------------- | ------------------------------------------------------------------------------------------------ | --- | --------- | ------ |
| 2019 | British Academy Scotland Awards         | Best Animation                                                                                   | Jon Yeo e Caleb Bouchard (Dinamarca "Helping Hand") | Venceu    | [ 79 ] |
| 2019 | Primetime Creative Arts Emmy Awards     | Outstanding Short Form Animated Program                                                          | David Fincher, Tim Miller, Jennifer Miller, Joshua Donen, Victoria Howard, Gennie Rim, Alberto Mielgo e Gabriele Pennacchioli (para "The Witness")                        | Venceu    | [ 80 ] |
| 2019 | Primetime Creative Arts Emmy Awards     | Outstanding Individual Achievement in Animation (Juried)                                         | Jun-ho Kim (designer de fundo) (para "Good Hunting") | Venceu    | [ 81 ] |
| 2019 | Primetime Creative Arts Emmy Awards     | Outstanding Individual Achievement in Animation (Juried)                                         | Alberto Mielgo (designer de produção) (para "The Witness") | Venceu    | [ 81 ] |
| 2019 | Primetime Creative Arts Emmy Awards     | Outstanding Individual Achievement in Animation (Juried)                                         | David Pate (character animator) (para "The Witness") | Venceu    | [ 81 ] |
| 2019 | Primetime Creative Arts Emmy Awards     | Outstanding Individual Achievement in Animation (Juried)                                         | Owen Sullivan (artista de storyboard) (para "Sucker of Souls") | Venceu    | [ 81 ] |
| 2019 | Primetime Creative Arts Emmy Awards     | Outstanding Sound Editing for a Comedy or Drama Series (Half-Hour) and Animation                 | Brad North, Craig Henighan, Jordan Wilby, Troy Prehmus, Jeff Charbonneau, Alicia Stevenson e Dawn Lunsford (para "The Secret War")                                        | Indicado  | [ 82 ] |
| 2020 | Annie Awards                            | Outstanding Achievement in Animated Effects in an Animated Television/Media Production           | Viktor Németh, Szabolcs Illés, Ádám Sipos e Vladimir Zhovna (para "The Secret War")                                                                                       | Venceu    | [ 83 ] |
| 2020 | Annie Awards                            | Outstanding Achievement in Music in an Animated Television/Media Production                      | Rob Cairns (para "Sonnie's Edge") | Venceu    | [ 83 ] |
| 2020 | Annie Awards                            | Outstanding Achievement in Production Design in an Animated Television/Broadcast Production      | Alberto Mielgo (para "The Witness") | Venceu    | [ 83 ] |
| 2020 | Annie Awards                            | Outstanding Achievement in Editorial in an Animated Television/Broadcast Production              | Bo Juhl, Stacy Auckland e Valerian Zamel (para "Alternate Histories") | Venceu    | [ 83 ] |
| 2021 | Annie Awards                            | Best General Audience Animated Television/Broadcast Production                                   | "Ice" | Indicado  | [ 56 ] |
| 2021 | Annie Awards                            | Outstanding Achievement for Character Animation in an Animated Television / Broadcast Production | Dan Gill (para "All Through the House") | Indicado  | [ 56 ] |
| 2021 | Annie Awards                            | Outstanding Achievement for Editorial in an Animated Television / Broadcast Production           | Julian Clarke, Matt Mariska, Valerian Zamel, Brian Swanson e Ky Kenyon (para "Pop Squad")                                                                                 | Indicado  | [ 56 ] |
| 2021 | Annie Awards                            | Outstanding Achievement for Production Design in an Animated Television / Broadcast Production   | Robert Valley (para "Ice") | Indicado  | [ 56 ] |
| 2021 | Annie Awards                            | Outstanding Achievement for Storyboarding in an Animated Television / Broadcast Production       | Jennifer Yuh Nelson (para "Pop Squad") | Indicado  | [ 56 ] |
| 2021 | Primetime Creative Arts Emmy Awards     | Outstanding Short Form Animated Program                                                          | David Fincher, Tim Miller, Jennifer Miller, Joshua Donen, Andrew Ruhemann, Cara Speller, Victoria Howard, Philip Gelatt, Robert Valley e Jennifer Yuh Nelson (para "Ice") | Venceu    | [ 84 ] |
| 2021 | Primetime Creative Arts Emmy Awards     | Outstanding Individual Achievement in Animation (Juried)                                         | Patricio Betteo (artista de fundo) (para "Ice") | Venceu    | [ 85 ] |
| 2021 | Primetime Creative Arts Emmy Awards     | Outstanding Individual Achievement in Animation (Juried)                                         | Dan Gill (animador em stop motion) (para "All Through the House") | Venceu    | [ 85 ] |
| 2021 | Primetime Creative Arts Emmy Awards     | Outstanding Individual Achievement in Animation (Juried)                                         | Laurent Nicolas (animador de personagem) (para "Automated Customer Service")                                                                                              | Venceu    | [ 85 ] |
| 2021 | Primetime Creative Arts Emmy Awards     | Outstanding Individual Achievement in Animation (Juried)                                         | Robert Valley (designer de produção) (para "Ice") | Venceu    | [ 85 ] |
| 2021 | Primetime Creative Arts Emmy Awards     | Outstanding Sound Editing for a Comedy or Drama Series (Half-Hour) and Animation                 | Brad North, Craig Henighan, Dawn Lunsford, Jeff Charbonneau e Alicia Stevens (para "Snow in the Desert")                                                                  | Venceu    | [ 84 ] |
| 2022 | Golden Reel Awards                      | Outstanding Achievement in Sound Editing – Animation Series or Short                             | Brad North, Craig Henighan, Jeff Gross, Dawn Lunsford, Alicia Stevens e Jeff Charbonneau (para "Snow in the Desert")                                                      | Venceu    | [ 86 ] |
| 2022 | Hollywood Critics Association TV Awards | Best Short Form Animation Series                                                                 | Love, Death & Robots | Venceu    | [ 87 ] |
| 2022 | Primetime Creative Arts Emmy Awards     | Outstanding Short Form Animated Program                                                          | David Fincher, Tim Miller, Jennifer Miller, Joshua Donen, Sergio Jimenez, Victoria Howard, Jennifer Yuh Nelson e Alberto Mielgo (para "Jibaro")                           | Venceu    | [ 88 ] |
| 2022 | Primetime Creative Arts Emmy Awards     | Outstanding Individual Achievement in Animation (Juried)                                         | Alberto Mielgo (animador de personagem) (para "Jibaro") | Venceu    | [ 89 ] |
| 2022 | Primetime Creative Arts Emmy Awards     | Outstanding Sound Editing for a Comedy or Drama Series (Half-Hour) and Animation                 | Brad North, Craig Henighan, Anthony Zeller, Jeff Charbonneau, Zane Bruce e Lindsay Pepper (para "In Vaulted Halls Entombed")                                              | Indicado  | [ 88 ] |
| 2022 | Visual Effects Society Awards           | Outstanding Animated Character in an Episode or Real-Time Project                                | Maxime Luere, Zoé Pelegrin-Bomel, Laura Guerreiro e Florent Duport (para "Snow in the Desert" – Hirald)                                                                   | Indicado  | [ 57 ] |
| 2022 | Artios Awards                           | Outstanding Achievement in Casting – Short Form Series                                           | Ivy Isenberg, Natasha Vincent | Pendente  | [ 90 ] |
| 2023 | Golden Reel Awards                      | Outstanding Achievement in Sound Editing – Broadcast Animation                                   | Brad North, Antony Zeller, Zane Bruce, Lindsay Pepper (para "In Vaulted Halls Entombed")                                                                                  | Pendente  | [ 91 ] |
| 2023 | Golden Reel Awards                      | Outstanding Achievement in Music Editing – Broadcast Short Form                                  | Jeff Charbonneau (para "Night of the Mini Dead") | Pendente  | [ 91 ] |
| 2023 | Producers Guild of America Awards       | Best Short-Form Program                                                                          | Love, Death & Robots | Pendente  | [ 92 ] |
| 2023 | Visual Effects Society Awards           | Outstanding Compositing and Lighting in an Episode                                               | Tim Emeis, José Maximiano, Renaud Tissandié, Nacere Guerouaf (para "Night of the Mini Dead")                                                                              | Pendente  | [ 93 ] |
| 2023 | Annie Awards                            | Outstanding Achievement for Animated Effects in an Animated Television/Broadcast Production      | Kirby Miller, Igor Zanic, Joseph H. Coleman, Steven Dupuy, Josh Schwartz (para "Bad Traveling")                                                                           | Pendente  | [ 94 ] |
| 2023 | Annie Awards                            | Outstanding Achievement for Character Design in an Animated Television / Broadcast Production    | Alberto Mielgo (para "Jibaro") | Pendente  | [ 94 ] |
| 2023 | Annie Awards                            | Outstanding Achievement for Music in an Animated Television / Broadcast Production               | Rob Cairns (para "The Very Pulse of the Machine") | Pendente  | [ 94 ] |
| 2023 | Annie Awards                            | Outstanding Achievement for Storyboarding in an Animated Television / Broadcast Production       | Emily Dean (para "The Very Pulse of the Machine") | Pendente  | [ 94 ] |
| 2023 | Annie Awards                            | Outstanding Achievement for Writing in an Animated Television / Broadcast Production             | Andrew Kevin Walker (para "Bad Traveling") | Pendente  | [ 94 ] |